# Hydrelia flexilinea
Hydrelia flexilinea là một loài bướm đêm trong họ Geometridae.